# Ferrari F355 Challenge
Ferrari F355 Challenge è un simulatore di guida basato su corse automobilistiche attuali. È stato sviluppato da AM2, una divisione di SEGA per coin-op sotto la supervisione del produttore Yu Suzuki, e fu poi convertito su Sega Dreamcast e PlayStation 2. L'unico modello di automobile presente nel gioco è la Ferrari F355 Challenge.

## Circuiti
La versione arcade del gioco presenta sei circuiti:
- Motegi (Circuito ovale)
- Suzuka (Circuito corto)
- Monza (Variazione 1998)
- Sugo
- Suzuka
- Long Beach

In aggiunta, le versioni del gioco per home console includono altri cinque circuiti sbloccabili:
- Atlanta
- Nürburgring
- Laguna-Seca
- Sepang
- Fiorano